# Смолл-Айлс
Смолл-Айлс (англ. Small Isles) — небольшая группа островов у северо-западного побережья Шотландии. Являются частью архипелага Внутренние Гебридские острова.

## Название
Название архипелага переводится как «Малые острова». Это выражение относилось к приходу Шотландской церкви, остальная часть которого находится на более крупном острове Скай.

## География
В состав группы входят четыре крупных острова: Канна, Рам, Эгг и Мак. Самым большим из них является Рам, площадь которого составляет 104,63 км².
Имеется также несколько меньших островов, которые расположены вокруг четырёх основных.
- Сандей, отделённый от Канны узким приливным каналом
- Эйлин Чатастейл[англ.], расположенный недалеко от Эгга
- Хайскейр[англ.]
- Гарбх Сгейр[англ.]

Некоторые территории, в частности остров Рам, были объявлены охраняемыми природными территориями из-за популяций буревестников, кайр и бакланов.

## Демография
По данным переписи населения 2011 года, общая численность населения Смолл-Айлс составляла 153 человека. 
Из всех островов населены только пять: Эйгг (83 человека), Мак (27 человек), Ром (22 человека), Канна (12 человек) и Сандей (9 человек).

## Галерея

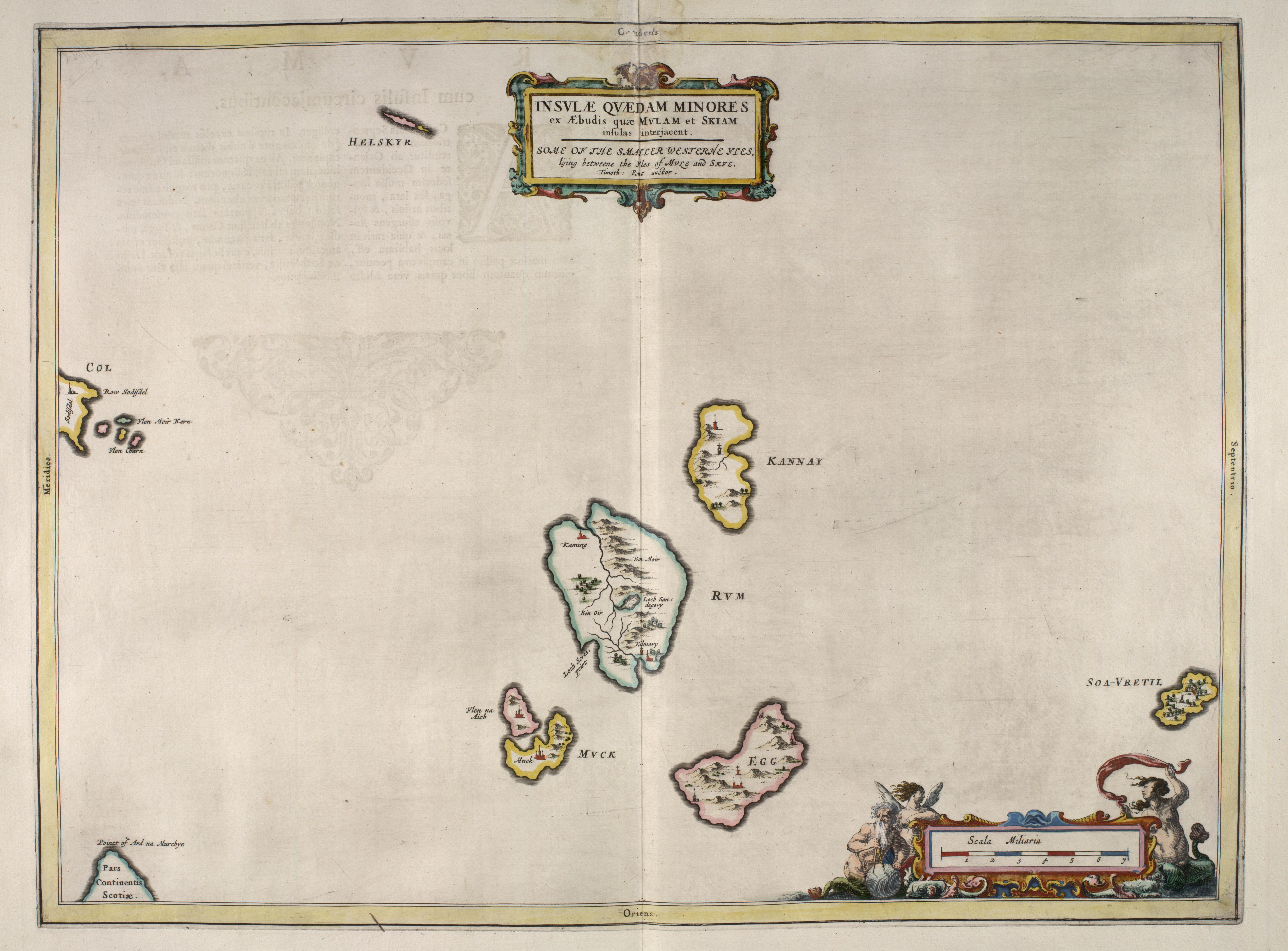
Карта 1654 года
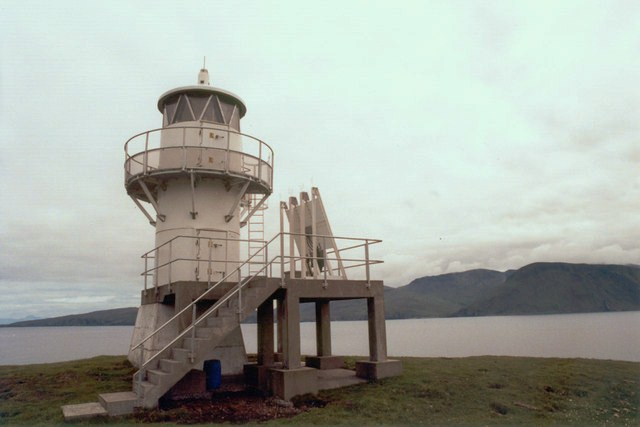
Маяк на Канне
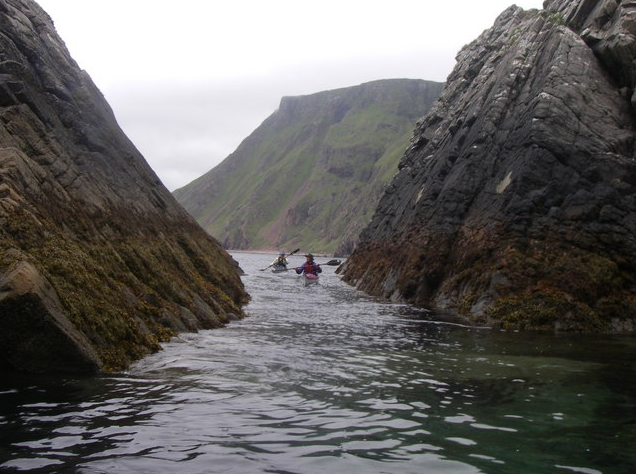
Побережье острова Рам
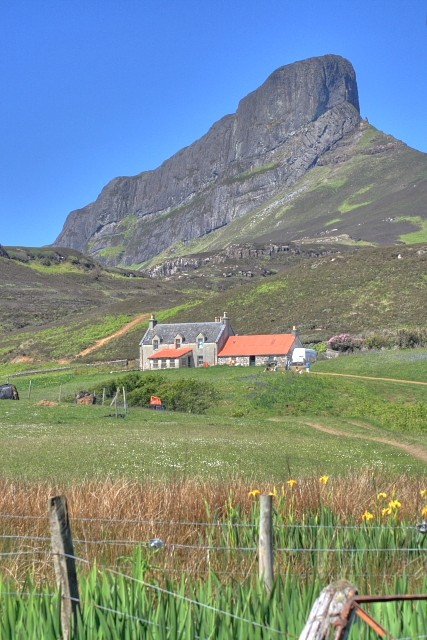
Гора на Эгге